# John Moulder Wilson

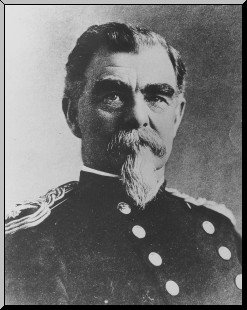
John Moulder Wilson

John Moulder Wilson (* 8. Oktober 1837 in Washington, D.C.; † 1. Februar 1919 ebenda) war ein Brigadegeneral der United States Army. Er war unter anderem als Superintendent Leiter der Militärakademie West Point.
John Wilson besuchte die öffentlichen Schulen seiner Heimat. Zwischen 1849 und 1853 war er als Teenager Saaldiener im Senat der Vereinigten Staaten. Danach wurde er Kadett an der Militärakademie in West Point, wo er im Juli 1860 seinen Abschluss machte. Anschließend wurde er als Leutnant zunächst der Artillerie zugeteilt. In der Armee durchlief er danach alle Offiziersränge vom Leutnant bis zum Brigadegeneral. Ende 1860 und Anfang 1861, kurz vor Ausbruch des Bürgerkrieges, war er in Fort Monroe und in Washington D.C. stationiert.
Mit dem Ausbruch des Bürgerkrieges nahm Wilson aktiv am Kriegsgeschehen aufseiten der Nordstaaten teil. Dabei gehörte er zunächst zu den Einheiten, die die Bundeshauptstadt Washington verteidigten. Er nahm unter anderem an der Ersten Schlacht am Bull Run im Juli 1861 teil und gehörte der Potomac-Armee an, an deren Feldzügen und Schlachten er aktiv beteiligt war. Dazu gehörten unter anderem die Belagerung von Yorktown in Virginia und die Schlacht am Malvern Hill, wo er für seine Tapferkeit mit der Medal of Honor ausgezeichnet wurde.
Seit 1862 gehörte Wilson dem United States Army Corps of Engineers an. Er diente aber weiterhin unter dem Kommando der Potomac-Armee und war als Pionier weiterhin an deren Aktivitäten beteiligt. Zwischen dem 1. November 1862 und 20. März 1863 lehrte er an der West-Point-Akademie das Fach Spanisch. Danach war er beim Ausbau der Verteidigungsanlagen von Baltimore und später von den eroberten Städten Vicksburg, Memphis und Natchez beteiligt. Bis zum Ende des Krieges war Wilson unter anderem als Stabsoffizier eingesetzt. In Alabama wurde er kurz vor Kriegsende in Gefechte verwickelt, bei denen er erneut durch seine Tapferkeit auffiel.
In den Jahren nach dem Bürgerkrieg setzte John Wilson seine Laufbahn im Corps of Engineers fort. Er war an zahlreichen Projekten wie dem Ausbau von Hafenbefestigungsanlagen, Hochwasserschutzmaßnahmen und der Wartung von Kanälen im gesamten Gebiet der Vereinigten Staaten beteiligt. Zwischenzeitlich bekleidete er auch einige Stellen im Generalstab. Zwischen 1885 und 1889 und nochmals von 1893 bis 1897, also während der beiden Amtszeiten von US-Präsident Grover Cleveland, war Wilson für die öffentlichen Bauwerke der Bundeshauptstadt Washington verantwortlich. In dieser Zeit wurden einige neue Regierungsgebäude und Denkmäler errichtet wie zum Beispiel das Army Medical Museum oder eine Statue für den 1881 ermordeten Präsidenten James Garfield. Damals wurden auch das Sterbehaus von Abraham Lincoln und das Ford’s Theatre, in dem er erschossen wurde, wieder hergerichtet. Auch das telegraphische Kommunikationssystem zwischen den Bundesministerien und dem Kongress wurde von Wilson und seinen Leuten betreut. Zwischen seinen beiden Amtszeiten als Beauftragter für die öffentlichen Bauwerke in Washington war John Wilson in den Jahren 1889 bis 1893 als Nachfolger von John Grubb Parke Leiter der Militärakademie in West Point.
Zwischen Februar 1897 und April 1901 leitete Wilson, inzwischen im Rang eines Brigadegenerals, das Corps of Engineers. Hier folgte er auf William Price Craighill. In diese Zeit fiel der Spanisch-Amerikanische Krieg, an dem Wilson nicht aktiv beteiligt war. Stattdessen war er als Chief of Engineers für die Koordination seiner Einheiten mit den kämpfenden Truppen verantwortlich. Anschließend ging er in den Ruhestand.
Auch nach seiner Militärzeit nahm John Wilson aktiv am öffentlichen Leben teil. Während des Anthrazit-Streiks im Jahr 1902 trat er als Vermittler auf. Zwischen 1902 und 1907 war er Leiter des Frauenkrankenhauses Columbia Hospital for Women. Im Jahr 1904 gehörte Wilson der Bundeskommission zur Aufklärung der Schiffskatastrophe der General Slocum im New Yorker Hafen an. Er war auch Mitglied der American Society of Civil Engineers und zwischenzeitlich Präsident der Society of Civil Engineers of Cleveland sowie Mitglied der Wissenschaftsakademie Washington Academy of Sciences. Darüber hinaus saß er in Vorständen bzw. war er Mitglied zahlreicher anderer Organisationen. Dazu gehörte auch die Mitgliedschaft im Vorstand der National Geographic Society.
John Wilson starb am 1. Februar 1919 in seiner Heimatstadt Washington D.C. und wurde auf dem Friedhof der Militärakademie in West Point beigesetzt. Er war mit Augusta Bertha Waller (1839–1902) verheiratet.